# Chip und Chap – Die Ritter des Rechts/Episodenliste
Diese Episodenliste enthält alle Episoden der US-amerikanischen Zeichentrickserie Chip und Chap – Die Ritter des Rechts sortiert nach der US-amerikanischen Erstausstrahlung. Die Serie umfasst 65 Folgen in 3 Staffeln.

## Staffel 1
Die Erstausstrahlung der ersten Staffel war in den USA vom 27. August 1988 bis 21. Mai 1989. Die Deutsche Erstausstrahlung sendete die ARD vom
5. Januar 1991 bis 28. März 1992 im Disney Club integriert.
| Nr. (ges.) | Nr. (St.) | Deutscher Titel                | Originaltitel                 | Erstausstrahlung USA | Deutschsprachige Erstausstrahlung (D) | Episodennr. nach dt. Ausstrahlung |
| ---------- | --------- | ------------------------------ | ----------------------------- | -------------------- | ------------------------------------- | --------------------------------- |
| 01         | 01        | Das vermisste Kätzchen         | Catteries Not Included        | 27. Aug. 1988        | 11. Jan. 1992                         | 54                                |
| 02         | 02        | Das verwünschte Piratenschiff  | Piratsy Under the Seas        | 5. März 1989         | 1. Feb. 1992                          | 57                                |
| 03         | 03        | Der außerirdische Doppelgänger | Dale Beside Himself           | 12. März 1989        | 28. März 1992                         | 65                                |
| 04         | 04        | Flash, der Wunderhund          | Flash the Wonder Dog          | 19. März 1989        | 16. Feb. 1992                         | 59                                |
| 05         | 05        | Chap im All                    | Out to Launch                 | 26. März 1989        | 21. März 1992                         | 64                                |
| 06         | 06        | Abenteuer bei den Kiwis        | Kiwi’s Big Adventure          | 2. Apr. 1989         | 5. Jan. 1991                          | 01                                |
| 07         | 07        | Der Chip-und-Chap-Step         | Adventures in Squirrelsitting | 9. Apr. 1989         | 8. Feb. 1992                          | 58                                |
| 08         | 08        | Das verschwundene Testament    | Pound of the Baskervilles     | 16. Apr. 1989        | 23. Feb. 1992                         | 60                                |
| 09         | 09        | Die Bienenkönigin              | Risky Beesness                | 23. Apr. 1989        | 7. März 1992                          | 62                                |
| 10         | 10        | Drei Männer und ein Ei         | Three Men and a Booby         | 30. Apr. 1989        | 18. Jan. 1992                         | 55                                |
| 11         | 11        | Die außerirdischen Teppiche    | The Carpetsnaggers            | 7. Mai 1989          | 25. Jan. 1992                         | 56                                |
| 12         | 12        | Baby in Gefahr                 | Bearing Up Baby               | 14. Mai 1989         | 14. März 1992                         | 63                                |
| 13         | 13        | Samsons Vater                  | Parental Discretion Retired   | 21. Mai 1989         | 29. Feb. 1992                         | 61                                |

## Staffel 2
Die zweite Staffel beginnt mit dem Fünfteiler. Dieser wurden in den USA an einem Tag gesendet, während er wöchentlich in Deutschland gesendet wurde. Die Reihenfolge der deutschen Folgen weist einige Unterschiede zur amerikanischen Reihenfolge auf.
1. | Nr. (ges.)                                                                                                                                                                                                                                                                                                                                                   | Nr. (St.) | Deutscher Titel                            | Originaltitel                        | Erstausstrahlung USA | Deutschsprachige Erstausstrahlung (D) | Episodennr. nach dt. Ausstrahlung |
| --- | --------- | ------------------------------------------ | ------------------------------------ | -------------------- | ------------------------------------- | --------------------------------- |
| 14 | 1         | Ihr größter Fall I                         | To the Rescue (Part 1)               | 15. Sep. 1989        | 20. Juli 1991                         | 29                                |
| Bereits 1943 im Cartoon Private Pluto waren die zwei Streifenhörnchen ein Duo, das hier auf Verbrecherjagd geht, um den Klinkerklunker-Rubin wieder zu beschaffen. Dabei treffen sie auf Samson, Summi und Trixie und werden zusammen die Rettungstruppe. Einige Gegner werden später zu ihren ärgsten Feinden, u. a. der Kater Al Katzone (nach Al Capone). |           |                                            |                                      |                      |                                       |                                   |
| 15 | 2         | Ihr größter Fall II                        | To the Rescue (Part 2)               | 15. Sep. 1989        | 27. Juli 1991                         | 30                                |
| 16 | 3         | Ihr größter Fall III                       | To the Rescue (Part 3)               | 15. Sep. 1989        | 3. Aug. 1991                          | 31                                |
| 17 | 4         | Ihr größter Fall IV                        | To the Rescue (Part 4)               | 15. Sep. 1989        | 10. Aug. 1991                         | 32                                |
| 18 | 5         | Ihr größter Fall V                         | To the Rescue (Part 5)               | 15. Sep. 1989        | 17. Aug. 1991                         | 33                                |
| 19 | 6         | Der hinterlistige Flaschengeist            | A Lad in a Lamp                      | 3. Okt. 1989         | 12. Jan. 1991                         | 02                                |
| 20 | 7         | Hier endet das Glück                       | The Luck Stops Here                  | 6. Okt. 1989         | 23. Feb. 1991                         | 08                                |
| 21 | 8         | Kampf gegen den Bauch                      | Battle of the Bulge                  | 9. Okt. 1989         | 19. Jan. 1991                         | 03                                |
| 22 | 9         | Der feige Schlossgeist                     | Ghost of a Chance                    | 10. Okt. 1989        | 2. Feb. 1991                          | 05                                |
| 23 | 10        | Der geheimnisvolle Erdnussraub             | An Elephant Never Suspects           | 11. Okt. 1989        | 9. Feb. 1991                          | 06                                |
| 24 | 11        | Ein Scharlatan wird entdeckt               | Fake Me to Your Leader               | 12. Okt. 1989        | 2. März 1991                          | 09                                |
| 25 | 12        | Letzter Zug nach Cashville                 | Last Train to Cashville              | 13. Okt. 1989        | 9. März 1991                          | 10                                |
| 26 | 13        | Ein Abend in der Oper                      | A Case of Stage Blight               | 16. Okt. 1989        | 16. Feb. 1991                         | 07                                |
| 27 | 14        | Die Ga-Ga-Cola-Sekte                       | The Case of the Cola Cult            | 17. Okt. 1989        | 16. März 1991                         | 11                                |
| 28 | 15        | Schmeiss die Mumie aus dem Zug             | Throw Mummy From the Train           | 18. Okt. 1989        | 23. März 1991                         | 12                                |
| 29 | 16        | Ein Wolf in einem billigen Schafspelz      | A Wolf in Cheap Clothing             | 19. Okt. 1989        | 30. März 1991                         | 13                                |
| 30 | 17        | Robokater                                  | Robocat                              | 20. Okt. 1989        | 13. Apr. 1991                         | 15                                |
| 31 | 18        | Blitz und Fünkchen                         | Does Pavlov Ring a Bell              | 2. Nov. 1989         | 20. Apr. 1991                         | 16                                |
| 32 | 19        | Ein Haustier aus der Urzeit                | Prehysterical Pet                    | 3. Nov. 1989         | 6. Apr. 1991                          | 14                                |
| 33 | 20        | Revolution bei den Tiefkühlfischen         | A Creep in the Deep                  | 13. Nov. 1989        | 27. Apr. 1991                         | 17                                |
| 34 | 21        | Normies wunderbares Experiment             | Normie’s Science Project             | 14. Nov. 1989        | 26. Jan. 1991                         | 04                                |
| 35 | 22        | Eine schreckliche Voraussage               | Seer No Evil                         | 15. Nov. 1989        | 4. Mai 1991                           | 18                                |
| 36 | 23        | Ein Schatz für alle                        | Chipwrecked Shipmunks                | 16. Nov. 1989        | 25. Mai 1991                          | 21                                |
| 37 | 24        | El Samsonito, der Held                     | When Mice Were Men                   | 17. Nov. 1989        | 7. Sep. 1991                          | 36                                |
| 38 | 25        | Die Schokoladenfabrik im Dschungel         | Chocolate Chips                      | 20. Nov. 1989        | 11. Mai 1991                          | 19                                |
| 39 | 26        | Der letzte Kobold                          | The Last Leprechaun                  | 21. Nov. 1989        | 1. Juni 1991                          | 22                                |
| 40 | 27        | Die Wettermaschine                         | Weather or Not                       | 22. Nov. 1989        | 29. Juni 1991                         | 26                                |
| 41 | 28        | Wer zuletzt lacht…                         | One-Upsman-Chip                      | 23. Nov. 1989        | 28. Sep. 1991                         | 38                                |
| 42 | 29        | Heimatlose Krebse                          | Shell Shocked                        | 24. Nov. 1989        | 19. Okt. 1991                         | 42                                |
| 43 | 30        | Liebe ist eine Himmelsmacht                | Love is a Many Splintered Thing      | 18. Dez. 1989        | 22. Juni 1991                         | 25                                |
| 44 | 31        | Der Kaiser und die Nachtigall              | Song of the Night ’n Dale            | 19. Dez. 1989        | 15. Juni 1991                         | 24                                |
| 45 | 32        | Ein Fall für 0-0-Chap                      | Double 'O Chipmunk                   | 20. Dez. 1989        | 8. Juni 1991                          | 23                                |
| 46 | 33        | Trixis Doppelgängerin                      | Gadget Goes Hawaiian                 | 21. Dez. 1989        | 13. Juli 1991                         | 28                                |
| 47 | 34        | Chaps geheimes Ich                         | It’s a Bird, It’s Insane, It’s Dale! | 22. Dez. 1989        | 14. Sep. 1991                         | 37                                |
| 48 | 35        | Käsecreme à la Samson                      | Short Order Crooks                   | 5. Feb. 1990         | 31. Aug. 1991                         | 35                                |
| 49 | 36        | Die unfreiwillige Diät                     | Mind Your Cheese and Q's             | 6. Feb. 1990         | 16. Nov. 1991                         | 46                                |
| 50 | 37        | Ein Museum schrumpft                       | Out of Scale                         | 8. Feb. 1990         | 6. Juli 1991                          | 27                                |
| 51 | 38        | Die sanfte Tour                            | Dirty Rotten Diapers                 | 19. Feb. 1990        | 9. Nov. 1991                          | 45                                |
| 52 | 39        | Die hexende Putzfrau                       | Good Times, Bat Times                | 21. Feb. 1990        | 24. Aug. 1991                         | 34                                |
| 53 | 40        | Die Magnetenfalle                          | Pie in the Sky                       | 22. Feb. 1990        | 23. Nov. 1991                         | 47                                |
| 54 | 41        | Das Ultra-Pudel-Störgerät                  | Le Purrfect Crime                    | 19. März 1990        | 7. Dez. 1991                          | 49                                |
| 55 | 42        | Die Irrfahrt zur Wau-Wau-Insel             | When You Fish Upon a Star            | 21. März 1990        | 14. Dez. 1991                         | 50                                |
| 56 | 43        | Geburtstag mit Überraschungen              | Rest Home Rangers                    | 22. März 1990        | 28. Dez. 1991                         | 52                                |
| 57 | 44        | Mama ist die Größte                        | A Lean on the Property               | 16. Apr. 1990        | 21. Dez. 1991                         | 51                                |
| 58 | 45        | Eins, Zwei, Drei: Fertig der Kartoffelbrei | The Pied Piper Power Play            | 23. Apr. 1990        | 4. Jan. 1992                          | 53                                |
| 59 | 46        | So ein Affentheater                        | Gorilla My Dreams                    | 1. Mai 1990          | 12. Okt. 1991                         | 41                                |
| 60 | 47        | Trixi, die Ganovenbraut                    | The S.S. Drainpipe                   | 2. Mai 1990          | 18. Mai 1991                          | 20                                |

## Staffel 3
| Nr. (ges.) | Nr. (St.) | Deutscher Titel          | Originaltitel               | Erstausstrahlung USA | Deutschsprachige Erstausstrahlung (D) | Episodennr. nach dt. Ausstrahlung |
| ---------- | --------- | ------------------------ | --------------------------- | -------------------- | ------------------------------------- | --------------------------------- |
| 61         | 1         | Ohne Summi geht es nicht | Zipper Come Home            | 10. Sep. 1990        | 5. Okt. 1991                          | 40                                |
| 62         | 2         | Das Hongkong-Geschäft    | Puffed Rangers              | 18. Sep. 1990        | 26. Okt. 1991                         | 43                                |
| 63         | 3         | Summis Verwandlung       | A Fly in the Ointment       | 26. Sep. 1990        | 2. Nov. 1991                          | 44                                |
| 64         | 4         | Auftritt der Pinguine    | A Chorus Crime              | 5. Nov. 1990         | 30. Nov. 1991                         | 48                                |
| 65         | 5         | Das reinste Hundeleben   | They Shoot Dogs, Don’t They | 19. Nov. 1990        | 21. Sep. 1991                         | 39                                |